# Lapajne
Lapajne je slovenski priimek.

## Znani nosilci priimka
- Adolf (Dolfe) Lapajne (1889–1939), slikar, boem
- Alma Lapajne (*1965), filmska režiserka, scenaristka
- Ambrož Bajec Lapajne (1974–2024), operni pevec, tenorist
- Barbara Lapajne Predin (*1964), igralka
- Beno Lapajne (*1973), rokometni vratar
- Boštjan Lapajne (*1972?), slikar, TV-scenograf
- Danilo Lapajne (1931–2021), grafični oblikovalec, arhitekt, urbanist
- Dragotin (Karel) Lapajne (1869–1938), politik (trgovec, 3 x župan Idrije, graditelj)
- Dušan Lapajne, menedžer, direktor Hidrie
- Fani Lapajne (1928–2019), citrarka
- Franc Lapajne (1855–1893), trgovec, podjetnik
- Helena Lapajne, pevska pedagoginja
- Igor Lapajne, fotograf
- Ivan Lapajne (1849–1931), pedagog, šolnik, gospodarstvenik
- Ivan Lapajne, ekonomist, publicist
- Ivo Lapajne (1898–1978), novinar
- Janez K. Lapajne (1937–2012), geofizik, seizmolog
- Janez Lapajne (*1967), filmski režiser
- Janko Lapajne (1923–2016), planinec ("Bohinjska planinska legenda")[1]
- Josip Lapajne (1880–1937), učitelj, organizator, pesnik in publicist
- Karolina Lapajne (1842–1907), klekljarica in trgovka
- Lidija Benedetič Lapajne (*1959), atletinja, skakalka v višino
- Magda Lapajne, TV-? režiserka, scenaristka (dokumentarcev)
- Maja Dekleva Lapajne (*1981), gledališka ustvarjalka, komičarka
- Marija Lapanje (r. Baumacher) (1855–1915), podjetnica, naslednica moža Franca
- Marijan Lapajne (*1934), arhitekt, urbanist, fotograf, športnik (NM)
- Miloš Lapajne (1925–2014), arhitekt, urbanist, oblikovalec, risar, slikar; športnik - smučar
- Natalija Lapajne, kustosinja MAO
- Niko Lapajne (1934–2011), novinar
- Nuša Lapajne (*1970), slikarka, likovna pedagoginja
- Samo Lapajne (*1963), slikar, scenograf, kostumograf...
- Sonja Lapajne Oblak (1906–1993), gradbenica in urbanistka
- Srečko Lapajne (1886/8?–1966/67?), trgovec s kožami, popotnik po Daljnem vzhodu
- Stanko Lapajne (1878–1941), pravnik, univerzitetni profesor
- Svetko Lapajne (1911–2007), gradbenik, statik, univerzitetni profesor
- Štefan Lapajne (1855–1912), upravni pravnik, publicist, gledališčnik, turistični delavec
- Tomaž Lapajne Dekleva (*1971), dramatik, otroški gledališki ustvarjalec
- Tone Lapajne (1933–2011), kipar, slikar
- Valentin Lapajne (1843–1923), gradbenik, publicist
- Vida Lapajne ("Vida Kraška"), publicistka, mladinska pisateljica
- Vincencij Lapajne (*1951), monsinjor, ravnatelj in 1. rektor Srednje verske šole Vipava
- Vinko Lapajne (1862–1894), gledališki organizator, režiser, igralec
- Zdenko Lapajne, sociolog